# Obcas

Obcas buta.

Obcas – część obuwia zapewniająca wsparcie pięty, wykonana z trwałego materiału. Obcas przymocowany jest do podeszwy, zazwyczaj poprzez przybicie małymi gwoździami lub przykręcenie. Traktuje się, że obcas to podwyższenie powyżej 0,5 cm.

## Rodzaje obcasów

Niski obcas.

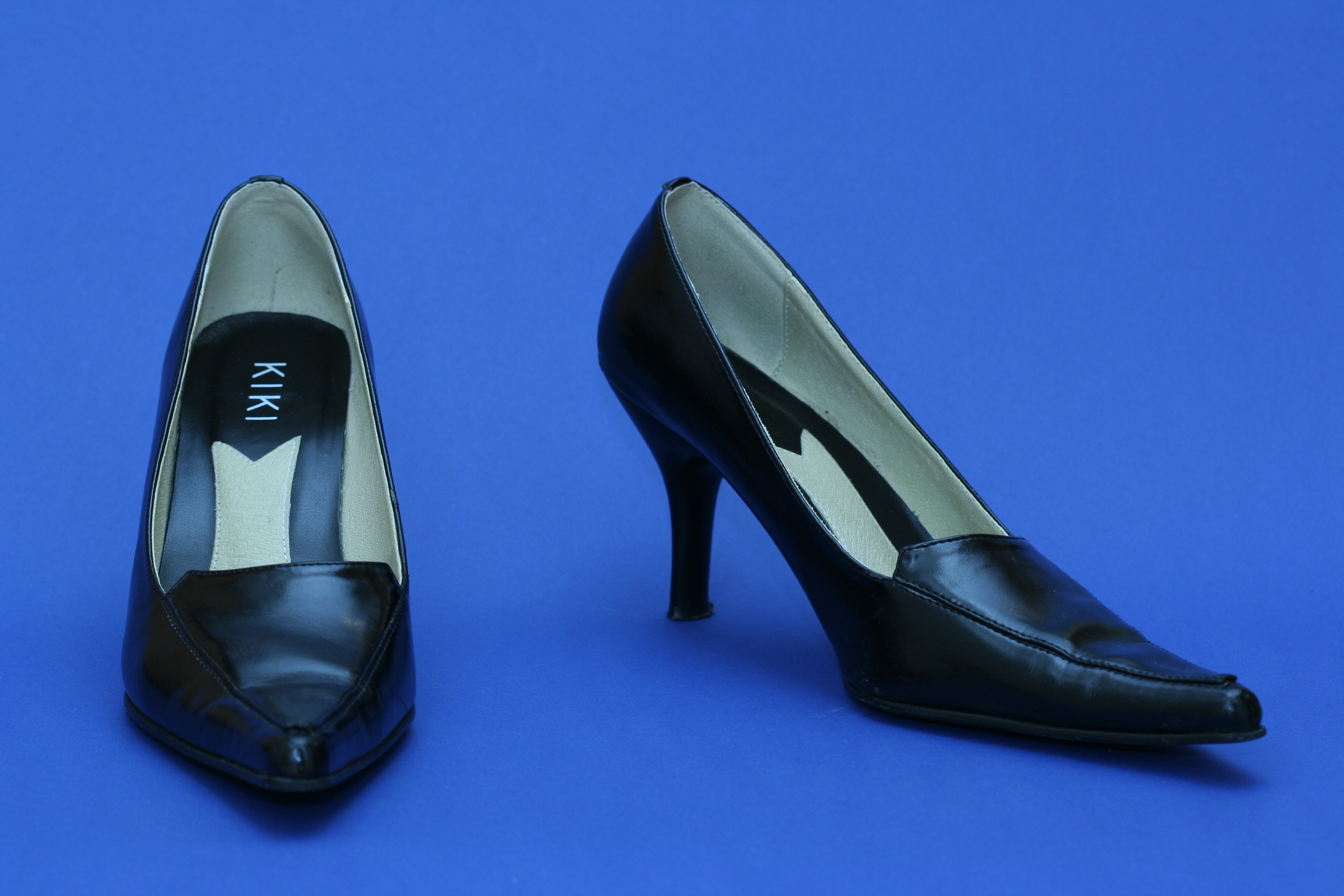
Buty na wysokim obcasie.

W męskim obuwiu obcasy zazwyczaj są proste i niskie, natomiast w przypadku obuwia damskiego stosowane są też tzw. wysokie obcasy, przyczyniające się do wywołania wrażenia wyższego wzrostu kobiety noszącej tego typu obuwie. Wysokie obcasy, określane czasami mianem szpilek, zwężają się ku podstawie i zakończone są flekiem.
Nie w każdym typie obuwia stosowane są obcasy. W butach sportowych podeszwa jest wykonana z jednolitego materiału, bez podwyższenia na pięcie. W przypadku niektórych butów, np. w glanach, podeszwa jest także wykonana z jednolitego materiału (gumy), jednak na pięcie odlew gumy przypomina niski obcas.

## Trwałość
Obcasy mogą być zabezpieczone wymiennymi flekami. Fleki należy wymienić zanim całkiem się zużyją, aby uniknąć uszkodzenia samych obcasów. W celu spowolnienia zużycia obcasów, które nie posiadają fleków, można je podzelować lub przybić do nich żabki.